# Хоан Томас
Хоан Томас Кампасоль (ісп. Joan Tomás Campasol, нар. 17 травня 1985, Жирона) — іспанський футболіст, фланговий атакувальний півзахисник.
Виступав за юнацьку збірну Іспанії, у складі якої чемпіон Європи (U-19) 2004 року.

## Клубна кар'єра
Народився 17 травня 1985 року в Жироні. Вихованець футбольної школи «Еспаньйола».
У дорослому футболі дебютував 2003 року виступами за команду «Еспаньйол Б», в якій провів три сезони, взявши участь у 50 матчах чемпіонату. Так і не пробившись до основної команди клубу, 2006 року на правах оренди захищав кольори «Льєйди», після чого уклав повноцінний контракт з  «Аліканте», ще одним представником Сегунди Б.
2006 року перейшов до «Вільярреала», в системі якого виступав за «Вільярреал Б», а свою єдину гру за головну команду в Ла-Лізі провів 2009 року. Влітку 2010 року перейшов до команди «Сельта Віго», де протягом двох сезонів був гравцем основного складу на рівні другого дивізіону і допоміг їй 2012 року підвищитися в класі. Утім на рівні елітного дивізіону вже не мав місця в основному складі, взявши за сезон 2012/13 участь лише трьох іграх чемпіонату.
2013 року залишив Іспанію, перебравшись до кіпрського АЕК (Ларнака), у складі якого провів наступні шість років своєї кар'єри гравця і був одним з основних гравців атакувальної ланки. Згодом 2019 року встиг пограти за грецьку «Ламію» та індонезійську «Персіджу», після чого повертався на Кіпр, де грав за АСІЛ.
2021 року продовжив кар'єру на батьківщині у складі нижчолігової «Пералади».

## Виступи за збірну
2004 року залучався до складу юнацької збірної Іспанії (U-19). На юнацькому рівні взяв участь у 8 іграх, відзначившись одним забитим голом. Був учасником юнацького чемпіонату Європи 2004 року, де іспанці стали континентальними чемпіонами.

## Титули і досягнення
- Володар Кубка Кіпру (1):

АЕК (Ларнака): 2017-2018